# ロビー・ナッシュ

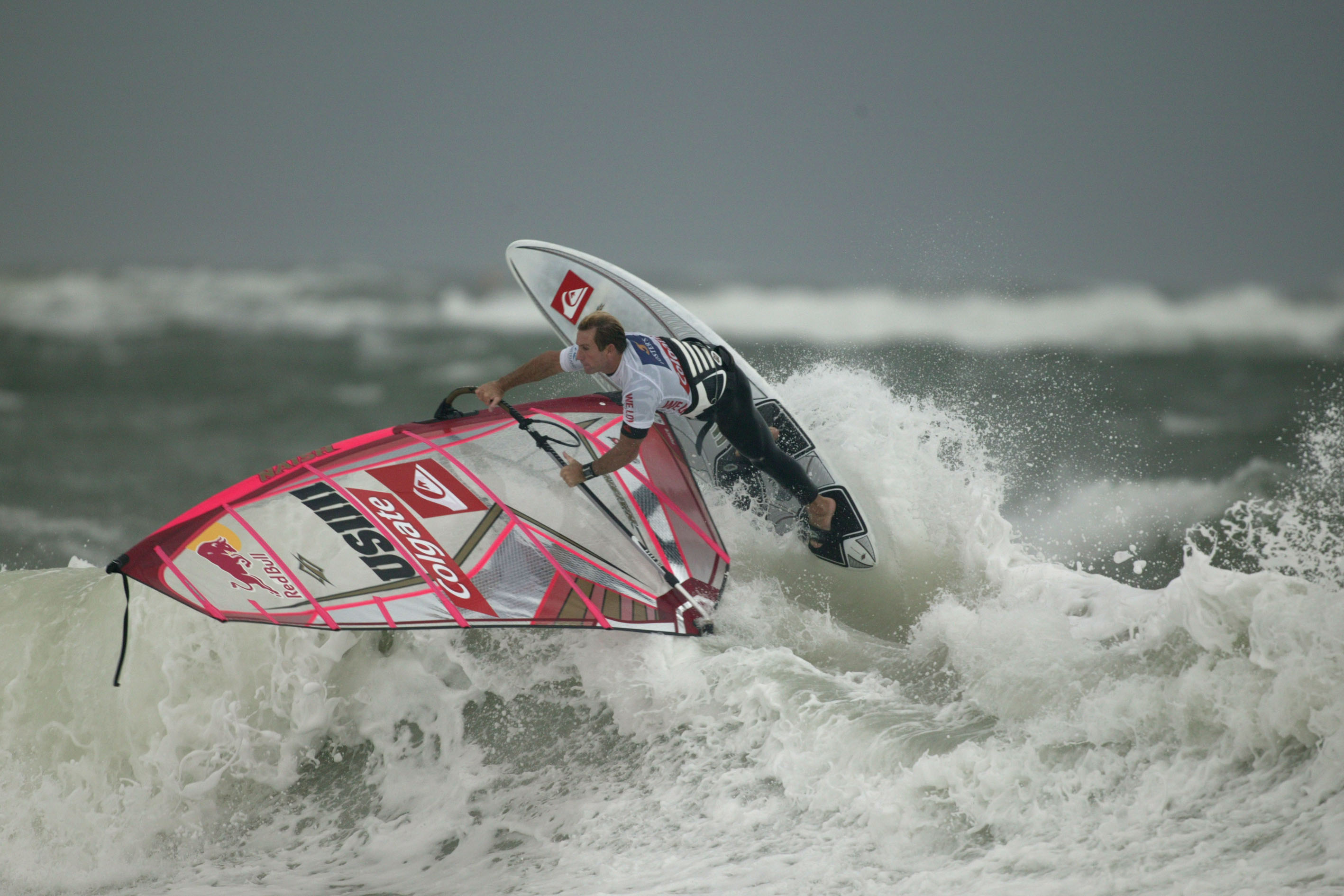
Windsurf World Cup Sylt 2006におけるロビー・ナッシュ

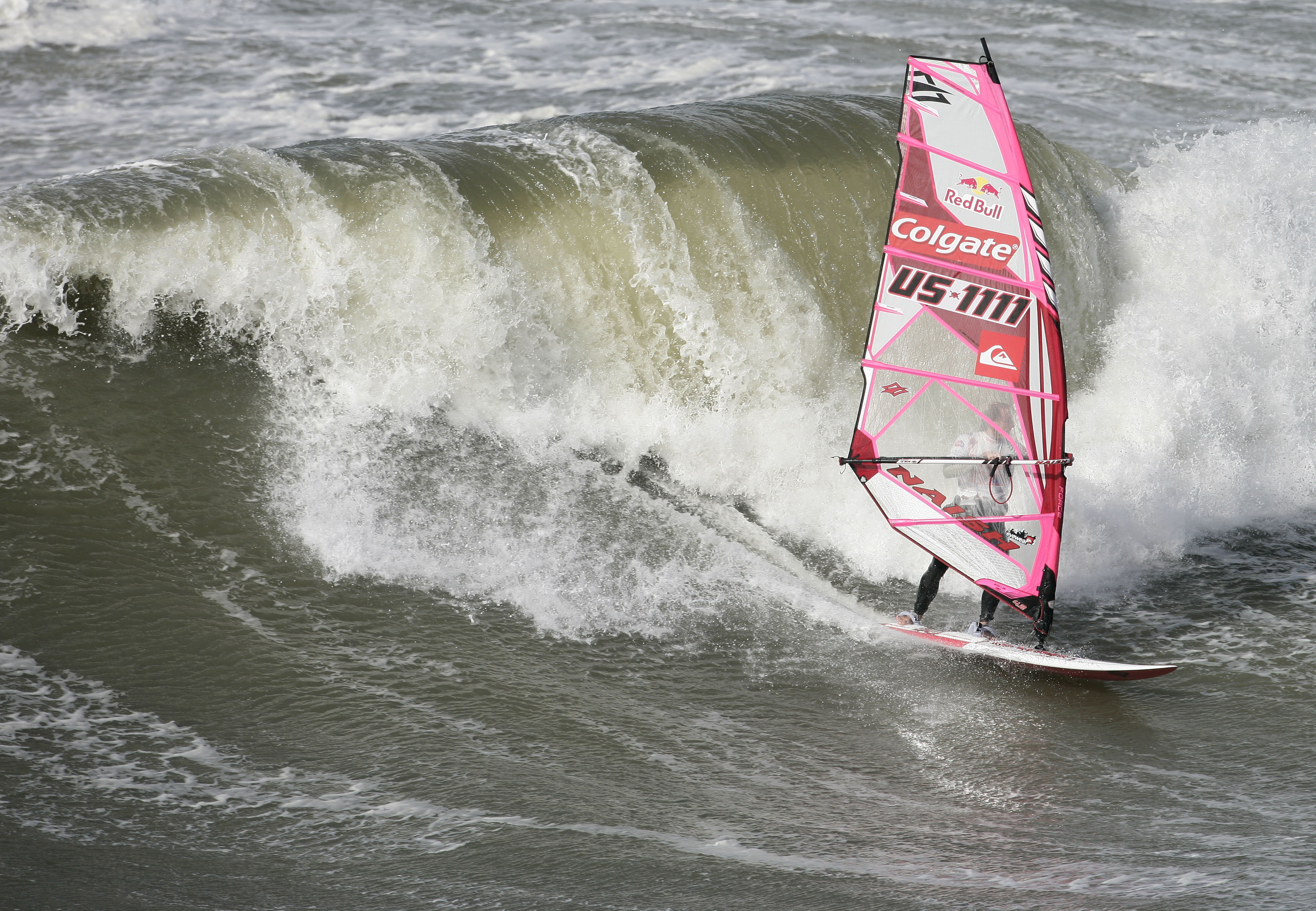
Windsurf World Cup Sylt 2009におけるロビー・ナッシュ

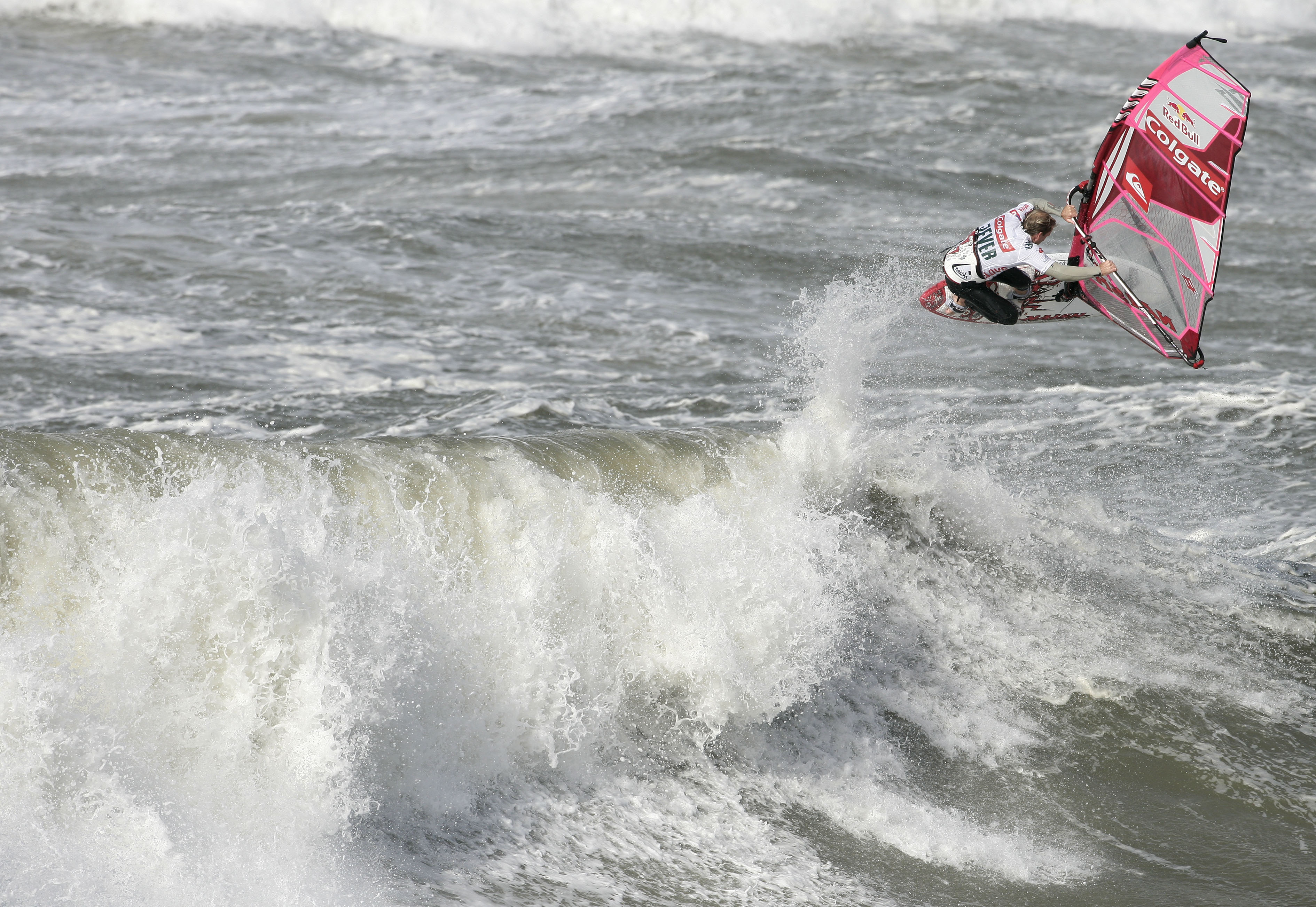
同じくWCS 2009でのロビー・ナッシュ

ロビー・ナッシュまたはロビー・ナイシュ（Robby Naish、本名: ロバート・スタウントン・ナイシュ（Robert Staunton Naish）、1963年4月23日 - ）は、アメリカ合衆国カリフォルニア州サンディエゴラホヤ出身の世界的に著名なウィンドサーファーである。

## 概説
ウィンドサーフィンの歴史において初期の段階から、そして長年に渡り競技会で世界チャンピオンになるなど優秀な成績で活躍したことで、ウィンドサーフィンの世界で特に著名・重要と見なされるようになった。1990年代にはウィンド・サーフィン以外のマリンスポーツへも活動領域を広げ、また「Naish」の名はそれ以前からマリンスポーツ用品の著名ブランドのひとつともなっている。
サンディエゴのラホヤ生まれ。父のリックは優秀なサーファーでボード・シェーパー（＝サーフボードを作る人）であった人で、ナッシュ一家はカリフォルニアからハワイのオアフ島のカイルアに引っ越し、その地で、ロバートが11歳のときに、当時まだこの世に登場して間もない新しいスポーツであったウィンドサーフィンに出会った。そしてその数年後、1976年にはロバートはワールド・チャンピオンのタイトルを獲得した。
アマチュア選手として、ウィンドサーフィンのワールド・チャンピオン大会において1977年から1979年まで連続してチャンピオンになった。Professional Boardsailors' Association (PBA、後にPWAになるもの)が誕生してからは、1983年から1987年までワールド・チャンピオンの座を獲得し、1988、1989、1991年のPWAワールド・チャンピオンの座に輝いた。また、当時まだウィンドサーフィンのボード（選手が乗る板状の部分）が「ロングボード」と呼ばれる長く重くて、とても扱いづらいものであった時代に、長さ3.72mもあるMistralブランドのボードで、フォワードループ（＝波でジャンプして道具とともに前方宙返りを行うこと）を成功させる驚異的な人物としても有名になり、その姿でウィンドサーフィン雑誌の表紙・紙面などを頻繁に飾った。
その後1990年代には、やはり当時生まれたてのスポーツであったカイトサーフィンの世界に参入して著名な選手となり、1998年にはカイトボードのスラロームで世界タイトルを獲得し、1999年には同スポーツの大会で、スラロームとジャンピングの世界タイトルを獲得した。
「Naish」の名を冠した、様々なウィンドサーフィン用具やカイトサーフィン用具が世界中のマリンスポーツショップで販売されている。